# Cyriopalus hefferni
Cyriopalus hefferni là một loài bọ cánh cứng trong họ Cerambycidae.